# Heinrich Meibom
Pour les articles homonymes, voir Meibom.
 (novembre 2023).
Si vous disposez d'ouvrages ou d'articles de référence ou si vous connaissez des sites web de qualité traitant du thème abordé ici, merci de compléter l'article en donnant les références utiles à sa vérifiabilité et en les liant à la section « Notes et références ».

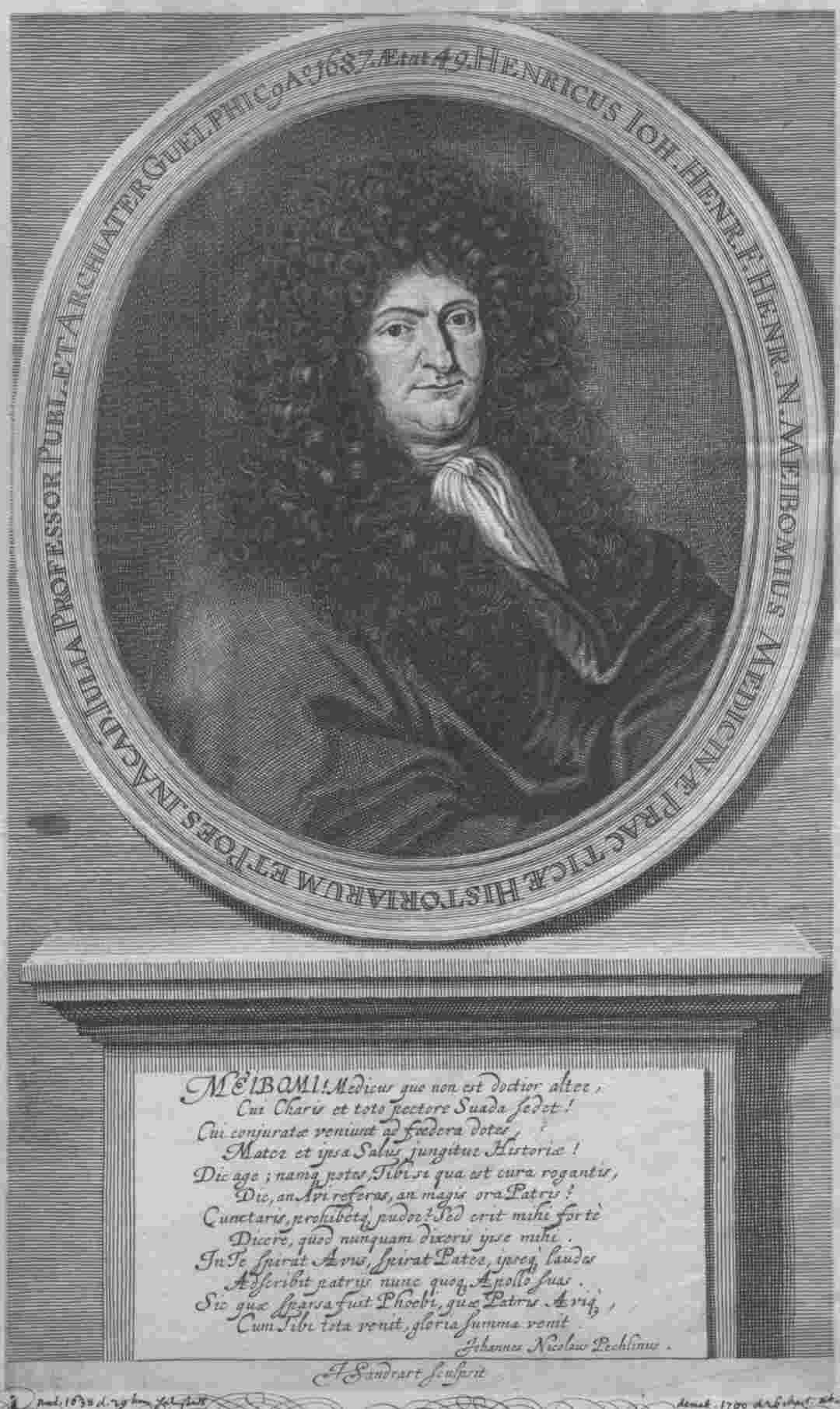
Heinrich Meibom (1687), gravure de Jacob von Sandrart

Heinrich Meibom, né le 29 juin 1638 à Lübeck et mort le 26 mars 1700 à Helmstedt, est un médecin et érudit allemand connu aussi comme Meibomius, forme latinisée de son nom.

## Biographie
Heinrich Meibomius est le fils du médecin Johann Heinrich Meibom (1590-1655), auteur d'un ouvrage sur l'usage, à la fois médical et philosophique, du fouet et la flagellation, De usus flagrorum in re medica et veneria (traduit en français en 1795). Il reçoit d'abord des cours privés puis fréquente l'école à Lübeck. En 1655, il commence ses études à l'université de Helmstedt. En 1658, il entreprend des études de médecine. En 1659, il poursuit ses études en Hollande, à l'université de Groningue et à l'université de Leyde.
De retour dans sa ville natale en 1661, il y est nommé professeur agrégé de médecine. Il entreprend alors des voyages savants en Italie, en France et en Angleterre. En 1663, il reçoit son doctorat à Angers. En 1664, il prend possession de sa chaire à Helmstedt. En 1678, il est promu professeur d'histoire et de poésie. Il occupe ces postes jusqu'à sa mort en 1700. Il participe aussi à la direction de l'université de Helmstedt : il est douze fois doyen de la faculté de médecine et sept fois vice-recteur de l'université. Il est enterré dans l'église St.-Stephani-Kirche (de) de Helmstedt, sous une dalle.

## Œuvres
Sous le nom de Meibomius, Heinrich Meibom écrit quelque cinquante-sept traités de médecine.  Meibomius est connu pour sa découverte des glandes sébacées des paupières, ou glandes de Meibomius.
En outre, Heinrich Meibom compose des poèmes latins qu'il publie en 1688, avec les œuvres de son grand-père homonyme, sous le titre « Rerum scriptores Germanicarum ».